# Naturschutzgebiet Schneisenberg

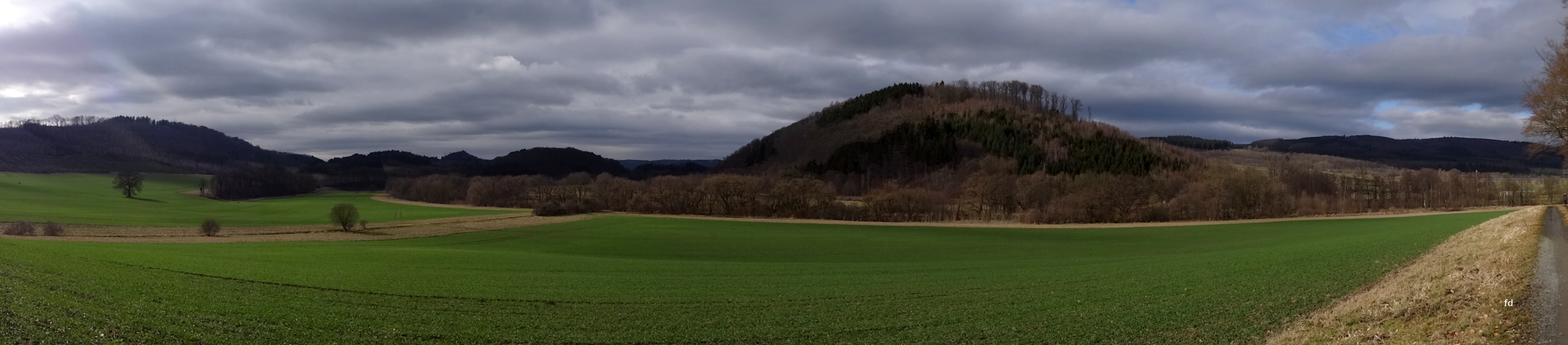
Panorama Ruhrtal Stockhausen mit NSG Schneisenberg

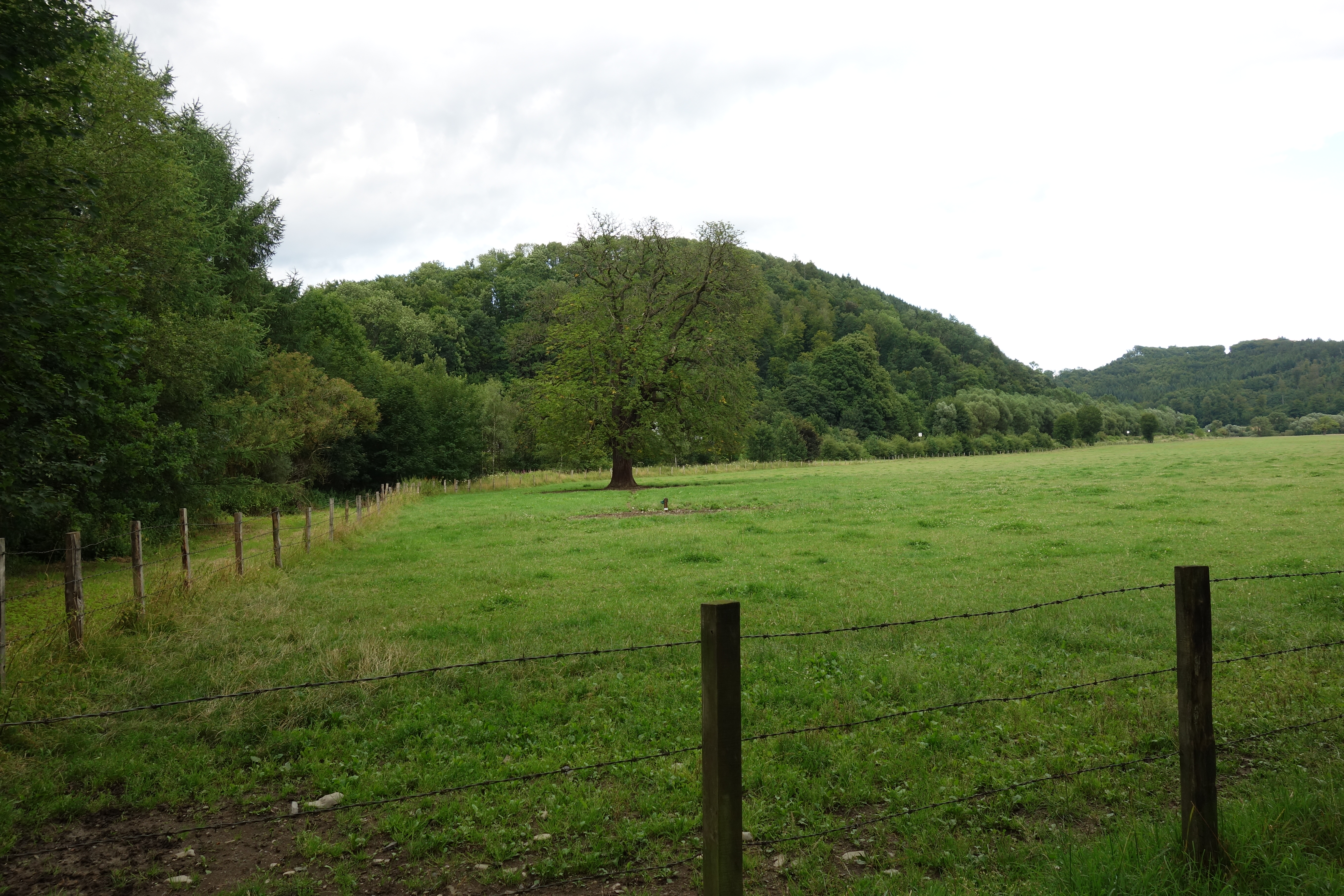
NSG Schneisenberg (Hügel) vom Naturschutzgebiet Ruhrtal bei Laer aus

Das Naturschutzgebiet Schneisenberg mit einer Größe von 8 ha lag südöstlich von Stockhausen im Stadtgebiet von Meschede. Das Gebiet wurde 1994 mit dem Landschaftsplan Meschede durch den Hochsauerlandkreis als Naturschutzgebiet (NSG) ausgewiesen.
Das NSG war seit 2004 mit dem Naturschutzgebiet Ruhrtal bei Laer Teil des FFH-Gebietes Ruhrtal bei Laer und Schneisenberg (Nr. DE-4615-301) mit 197 ha Größe. Bei der Neuaufstellung des Landschaftsplanes Meschede wurde das NSG dann Teil vom Naturschutzgebiet Ruhrmäander bei Laer.

## Gebietsbeschreibung
Beim NSG handelte es sich um einen naturnahen Laubmischwald mit Blockschutthalden auf dem Schneisenberg. Im NSG kommen seltene Tier- und Pflanzenarten vor. Das NSG hatte eine hohe Arten- und Strukturvielfalt auf, die für Natur und Landschaft von lokaler Bedeutung war.

## Schutzzweck
Wie alle Naturschutzgebieten im Landschaftsplangebiet wurde das NSG „zur Erhaltung von Lebensgemeinschaften oder Lebensstätten bestimmter wildlebender Pflanzen und wildlebender Tierarten, aus wissenschaftlichen, naturgeschichtlichen, landeskundlichen oder erdgeschichtlichen Gründen oder wegen der Seltenheit, besonderen Eigenart oder hervorragenden Schönheit einer Fläche oder eines Landschaftsbestandteils“ als NSG ausgewiesen.
Zum Schutzzweck speziell des NSG führte der Landschaftsplan 1994, neben den normalen Schutzzwecken für alle NSG im Landschaftsplangebiet, auf: „Erhaltung artenreicher, naturnaher Laubmischwälder und einer natürlichen Blockschutthalde als wertvoller Biotopkomplex für Tiere und Pflanzen; Rote-Liste-Tierarten; hohe Artenvielfalt; hohe strukturelle Vielfalt; Vorkommen von gefährdeten Pflanzengesellschaften; Bedeutung aus wissenschaftlichen und erdgeschichtlichen Gründen; Teilflächen fallen unter § 20 c BNatSchG.“